# Liste des parcs naturels de France
Cette page liste les parcs naturels français. Régis par la loi du 14 avril 2006, ils sont de trois types : parcs nationaux, parcs naturels marins et parcs naturels régionaux. Dans tous les cas, la création d'un parc se fait par un décret du Conseil des ministres.

Zoom sur la France métropolitaine en 2021.

Position des parcs en 2021 :
parcs naturels régionaux
parcs nationaux
parcs naturels marins

## Parcs nationaux
| Dénomination                   | Date de création | Superficie de la zone cœur (ha) | Région(s)                                        | Code |
| ------------------------------ | ---------------- | ------------------------------- | ------------------------------------------------ | ---- |
| Parc national de la Vanoise    | 6 juillet 1963   | 53 400                          | Auvergne-Rhône-Alpes                             | N01  |
| Parc national de Port-Cros     | 14 décembre 1963 | 1 700                           | Provence-Alpes-Côte d'Azur                       | N02  |
| Parc national des Pyrénées     | 23 mars 1967     | 45 800                          | Nouvelle-Aquitaine, Occitanie                    | N03  |
| Parc national des Cévennes     | 2 septembre 1970 | 93 700                          | Occitanie, Auvergne-Rhône-Alpes                  | N04  |
| Parc national des Écrins       | 27 mars 1973     | 92 300                          | Auvergne-Rhône-Alpes, Provence-Alpes-Côte d'Azur | N05  |
| Parc national du Mercantour    | 18 août 1979     | 67 900                          | Provence-Alpes-Côte d'Azur                       | N06  |
| Parc national de la Guadeloupe | 20 février 1989  | 18 800                          | Guadeloupe                                       | N07  |
| Parc amazonien de Guyane       | 27 février 2007  | 2 023 600                       | Guyane                                           | N08  |
| Parc national de La Réunion    | 5 mars 2007      | 105 400                         | La Réunion                                       | N09  |
| Parc national des Calanques    | 18 avril 2012    | 8 500                           | Provence-Alpes-Côte d'Azur                       | N10  |
| Parc national de forêts        | 8 novembre 2019  | 56 000                          | Bourgogne-Franche-Comté, Grand Est               | N11  |
| Total                          |                  | 2 567 100                       |                                                  |      |

Avec un territoire (DOM compris) de 67 205 100 ha, les parcs nationaux représentent 3,7% de ses étendues terrestres.

### Parcs nationaux en projet
- Parc national « Zones humides », conformément aux promesses du Grenelle de l'environnement, avec trois sites à l'étude (marais de Brouage, Val d'Allier, basse vallée du Doubs[3]). Le projet fut ajourné en 2012 faute de soutiens locaux[4]. Il est relancé en 2022, avec la mise en évidence de 18 sites (étangs de Lorraine, lit majeur du Rhin, tourbières du Jura, basse vallée du Doubs et Bresse jurassienne, val d'Allier, la Dombes, Camargue, marais de Brouage et de Rochefort, marais Poitevin, Brenne, marais breton et baie de Bourgneuf, Sologne, estuaire et cours de la Loire aval / lac de Grand lieu, Brière, monts d'Arrée, marais du Cotentin baie de Somme, et marais de Kaw[5]). Un à trois sites devaient être retenus dans le courant de l'année 2023[6], ce qui n'a pas été le cas à date de début 2025[7].

## Parcs naturels marins
| Dénomination                                                            | Date de création  | Superficie (km2) | Région(s)          | Code | Commentaire |
| ----------------------------------------------------------------------- | ----------------- | ---------------- | ------------------ | ---- | --- |
| Parc naturel marin d'Iroise                                             | 28 septembre 2007 | 3 550            | Bretagne           | M01  | |
| Parc naturel marin de Mayotte                                           | 18 janvier 2010   | 69 468           | Mayotte            | M02  | |
| Parc naturel marin du golfe du Lion                                     | 13 octobre 2011   | 4 019            | Occitanie          | M03  | |
| Parc naturel marin des estuaires picards et de la mer d'Opale           | 11 décembre 2012  | 2 347,19         | Hauts-de-France    | M05  | |
| Parc naturel de la mer de Corail                                        | 23 avril 2014     | 1 292 967        | Nouvelle-Calédonie | M06  | Ce parc n'est pas un parc naturel marin mais une aire marine protégée qui a titre de « parc naturel » s'étendant sur l'ensemble de la ZEE de la collectivité. |
| Parc naturel marin du Bassin d'Arcachon                                 | 8 juin 2014       | 420              | Nouvelle-Aquitaine | M07  | |
| Parc naturel marin de l'estuaire de la Gironde et de la mer des Pertuis | 15 avril 2015     | 6 500            | Nouvelle-Aquitaine | M08  | |
| Parc naturel marin du Cap Corse et de l'Agriate                         | 15 juillet 2016   | 6 830            | Corse              | M09  | |
| Parc naturel marin de Martinique                                        | 24 mars 2017      | 47 340           | Martinique         | M10  | S'étend sur toute la ZEE de l'île. |
| Total                                                                   |                   | 1 476 943        |                    |      | |

Avec une ZEE de 10 754 858 km2, la France protège 13,7 % de ses étendues maritimes.

### Parcs naturels marins en projet ou abandonné
- Parc naturel marin du Golfe Normanno-Breton
- Parc naturel marin Mor braz

### Anciens parcs naturels marins
- Parc naturel marin des Glorieuses (23 février 2012-8 juin 2021) remplacé le par la réserve naturelle nationale de l'archipel des Glorieuses[14]

## Parcs naturels régionaux
| Dénomination                                               | Date de création  | Région(s)                                        | Superficie (km²)                     | Population (2010) | Densité (2010) | Code |
| ---------------------------------------------------------- | ----------------- | ------------------------------------------------ | ------------------------------------ | ----------------- | -------------- | ---- |
| Parc naturel régional Scarpe-Escaut                        | 13 septembre 1968 | Hauts-de-France                                  | 485                                  | 190 000           | 391,8          | R01  |
| Parc naturel régional d'Armorique                          | 30 septembre 1969 | Bretagne                                         | 1 250                                | 63 560            | 50,8           | R02  |
| Parc naturel régional de Camargue                          | 25 septembre 1970 | Provence-Alpes-Côte d'Azur                       | 1 200                                | 7 436             | 6,2            | R03  |
| Parc naturel régional de Brière                            | 16 octobre 1970   | Pays de la Loire                                 | 490                                  | 75 000            | 153,1          | R04  |
| Parc naturel régional de la Forêt d'Orient                 | 16 octobre 1970   | Grand Est                                        | 802                                  | 23 292            | 29,0           | R05  |
| Parc naturel régional des Landes de Gascogne               | 16 octobre 1970   | Nouvelle-Aquitaine                               | 3 153                                | 60 500            | 19,2           | R06  |
| Parc naturel régional du Morvan                            | 16 octobre 1970   | Bourgogne-Franche-Comté                          | 2 909                                | 51 357            | 17,7           | R07  |
| Parc naturel régional du Vercors                           | 16 octobre 1970   | Auvergne-Rhône-Alpes                             | 2 063                                | 46 000            | 22,3           | R08  |
| Parc naturel régional de Corse                             | 12 mai 1972       | Corse                                            | 3 750                                | 26 700            | 7,1            | R09  |
| Parc naturel régional Haut-Languedoc                       | 22 octobre 1973   | Occitanie                                        | 2 605                                | 82 000            | 31,5           | R10  |
| Parc naturel régional des Boucles de la Seine Normande     | 17 mai 1974       | Normandie                                        | 810                                  | 58 000            | 71,6           | R11  |
| Parc naturel régional de Lorraine                          | 17 mai 1974       | Grand Est                                        | 2 194                                | 72 090            | 32,9           | R12  |
| Parc naturel régional du Pilat                             | 17 mai 1974       | Auvergne-Rhône-Alpes                             | 700                                  | 56 137            | 80,2           | R13  |
| Parc naturel régional Normandie-Maine                      | 23 octobre 1975   | Normandie, Pays de la Loire                      | 2 622                                | 95 600            | 36,5           | R14  |
| Parc naturel régional des Vosges du Nord                   | 14 février 1976   | Grand Est                                        | 1 220                                | 76 000            | 62,3           | R15  |
| Parc naturel régional de la Martinique                     | 10 septembre 1976 | Martinique                                       | 630                                  | 100 000           | 158,7          | R16  |
| Parc naturel régional de la Montagne de Reims              | 28 septembre 1976 | Grand Est                                        | 530                                  | 34 215            | 64,6           | R17  |
| Parc naturel régional du Luberon                           | 31 janvier 1977   | Provence-Alpes-Côte d'Azur                       | 1 747                                | 151 718           | 86,8           | R18  |
| Parc naturel régional du Queyras                           | 31 janvier 1977   | Provence-Alpes-Côte d'Azur                       | 603                                  | 2 300             | 3,8            | R19  |
| Parc naturel régional des Volcans d'Auvergne               | 25 octobre 1977   | Auvergne-Rhône-Alpes                             | 3 897                                | 87 690            | 22,5           | R20  |
| Parc naturel régional Haute Vallée de Chevreuse            | 11 décembre 1985  | Île-de-France                                    | 633                                  | 109 000           | 172,2          | R21  |
| Parc naturel régional Livradois-Forez                      | 4 février 1986    | Auvergne-Rhône-Alpes                             | 3 220                                | 109 030           | 33,9           | R22  |
| Parc naturel régional des Caps et Marais d'Opale           | 12 février 1986   | Hauts-de-France                                  | 1 320                                | 186 500           | 141,3          | R23  |
| Parc naturel régional du Haut-Jura                         | 21 avril 1986     | Bourgogne-Franche-Comté, Auvergne-Rhône-Alpes    | 1 700                                | 82 000            | 48,2           | R24  |
| Parc naturel régional des Ballons des Vosges               | 5 juin 1989       | Grand Est, Bourgogne-Franche-Comté               | 2 915                                | 256 000           | 87,8           | R25  |
| Parc naturel régional de la Brenne                         | 22 décembre 1989  | Centre-Val de Loire                              | 1 766                                | 32 758            | 18,5           | R26  |
| Parc naturel régional des Marais du Cotentin et du Bessin  | 14 mai 1991       | Normandie                                        | 1 450                                | 64 500            | 44,5           | R27  |
| Parc naturel régional de Chartreuse                        | 6 mai 1995        | Auvergne-Rhône-Alpes                             | 767                                  | 46 300            | 60,4           | R28  |
| Parc naturel régional des Grands Causses                   | 6 mai 1995        | Occitanie                                        | 3 807                                | 68 545            | 21,0           | R29  |
| Parc naturel régional du Vexin français                    | 9 mai 1995        | Île-de-France                                    | 710                                  | 78 000            | 109,9          | R30  |
| Parc naturel régional du Massif des Bauges                 | 7 décembre 1995   | Auvergne-Rhône-Alpes                             | 900                                  | 60 000            | 66,7           | R31  |
| Parc naturel régional Loire-Anjou-Touraine                 | 30 mai 1996       | Centre-Val de Loire, Pays de la Loire            | 2 709                                | 181 000           | 66,8           | R32  |
| Parc naturel régional du Verdon                            | 3 mars 1997       | Provence-Alpes-Côte d'Azur                       | 1 770                                | 19 585            | 11,1           | R33  |
| Parc naturel régional du Perche                            | 16 janvier 1998   | Centre-Val de Loire, Normandie                   | 1 820                                | 74 000            | 40,7           | R34  |
| Parc naturel régional de l'Avesnois                        | 13 mars 1998      | Hauts-de-France                                  | 1 250                                | 131 000           | 104,8          | R35  |
| Parc naturel régional Périgord-Limousin                    | 16 mars 1998      | Nouvelle-Aquitaine                               | 1 800                                | 49 661            | 27,6           | R36  |
| Parc naturel régional du Gâtinais français                 | 4 mai 1999        | Île-de-France                                    | 756                                  | 82 153            | 108,7          | R37  |
| Parc naturel régional des Causses du Quercy                | 1er octobre 1999  | Occitanie                                        | 1 757                                | 26 000            | 14,8           | R38  |
| Parc naturel régional de la Guyane                         | 26 mars 2001      | Guyane                                           | 2 247                                | 8 106             | 3,6            | R39  |
| Parc naturel régional des Monts d'Ardèche                  | 9 avril 2001      | Auvergne-Rhône-Alpes                             | 2 280                                | 76 000            | 32,5           | R40  |
| Parc naturel régional de la Narbonnaise en Méditerranée    | 18 décembre 2003  | Occitanie                                        | 801                                  | 28 000            | 35,0           | R41  |
| Parc naturel régional Oise-Pays de France                  | 15 janvier 2004   | Hauts-de-France, Île-de-France                   | 600                                  | 110 000           | 183,3          | R42  |
| Parc naturel régional des Pyrénées catalanes               | 5 mars 2004       | Occitanie                                        | 1 371                                | 21 000            | 15,3           | R43  |
| Parc naturel régional de Millevaches en Limousin           | 18 mai 2004       | Nouvelle-Aquitaine                               | 3 346                                | 38 696            | 11,6           | R44  |
| Parc naturel régional des Alpilles                         | 30 janvier 2007   | Provence-Alpes-Côte d'Azur                       | 510                                  | 46 000            | 90,2           | R45  |
| Parc naturel régional Pyrénées Ariégeoises                 | 30 mai 2009       | Occitanie                                        | 2 465                                | 42 000            | 17,0           | R46  |
| Parc naturel régional des Ardennes                         | 23 décembre 2011  | Grand Est                                        | 1 160                                | 76 000            | 65,5           | R47  |
| Parc naturel régional des Préalpes d'Azur                  | 30 mars 2012      | Provence-Alpes-Côte d'Azur                       | 889                                  | 31 270            | 35,2           | R48  |
| Parc naturel régional du Marais poitevin                   | 20 mai 2014       | Pays de la Loire, Nouvelle-Aquitaine             | 1 973                                | 195 000           | 98,8           | R49  |
| Parc naturel régional du Golfe du Morbihan                 | 2 octobre 2014    | Bretagne                                         | 703 (et 170 km2 d'espaces maritimes) | 110 000           | 171,6          | R50  |
| Parc naturel régional des Baronnies provençales            | 26 janvier 2015   | Auvergne-Rhône-Alpes, Provence-Alpes-Côte d'Azur | 1 506                                | 31 164            | 20,7           | R51  |
| Parc naturel régional de la Sainte-Baume                   | 20 décembre 2017  | Provence-Alpes-Côte d'Azur                       | 810                                  | 58 500            | 72,2           | R52  |
| Parc naturel régional de l'Aubrac                          | 23 mai 2018       | Auvergne-Rhône-Alpes, Occitanie                  | 2 204                                | 25 018            | 11,3           | R53  |
| Parc naturel régional Médoc                                | 26 mai 2019       | Nouvelle-Aquitaine                               | 2 334                                | 102 750           | 44,0           | R54  |
| Parc naturel régional Baie de Somme - Picardie maritime    | 28 juillet 2020   | Hauts-de-France                                  | 1 345                                | 109 496           | 81,4           | R55  |
| Parc naturel régional du Mont-Ventoux                      | 28 juillet 2020   | Provence-Alpes-Côte d'Azur                       | 859                                  | 88 215            | 102,7          | R56  |
| Parc naturel régional Corbières-Fenouillèdes               | 4 septembre 2021  | Occitanie                                        | 1 780                                | 29 065            | 16,3           | R57  |
| Parc naturel régional du Doubs Horloger                    | 4 septembre 2021  | Bourgogne-Franche-Comté                          | 1 037                                | 57 401            | 55,3           | R58  |
| Parc naturel régional Vallée de la Rance - Côte d'Émeraude | 20 octobre 2024   | Bretagne                                         | 972                                  | 144 000           | 148,1          |      |

Avec un territoire (DOM compris) de 672 051 km2, les parcs régionaux représentent 13,3% de ses étendues terrestres.

### Parcs naturels régionaux en projet

#### Projets lancés (charte prescrite ou écrite)
- Parc naturel régional de la Brie et des deux Morin (Seine-et-Marne)[23], prévu pour 2027-2028[24].
- Parc naturel régional Comminges Barousse Pyrénées (Haute-Garonne et Hautes-Pyrénées)[25],[26],[27] prévu pour début 2026[28].
- Parc naturel régional de Gâtine Poitevine (Deux-Sèvres)[29],[30],[31], prévu pour 2027[32].
- Parc naturel régional Montagne basque (Pyrénées-Atlantiques)[33],[34].

#### Projets en cours d'étude de faisabilité
- Parc naturel régional d'Argonne (Ardennes, Meuse, Marne)[35].
- Parc naturel régional d'Astarac (Gers)[36],[37].
- Parc naturel régional Sud Berry (Cher, Indre)[38],[39].
- Parc naturel régional de la Bresse (Jura, Saône-et-Loire)[40],[41].
- Parc naturel régional Gorges du Gardon - Uzège - Pont du Gard ou des Garrigues (Gard)[42] prévu pour 2025[43], puis bloqué par le refus de la commune-centre d'Uzès[44].
- Parc naturel régional Marennes - Oléron[45] ensuite lié au « littoral charentais »[46] (Charente-Maritime) ou aux marais du littoral charentais[47].
- Parc naturel régional Maures - Esterel - Tanneron (ancien projet centré sur la plaine des Maures) (Alpes-Maritimes et Var)[48],[49].

#### Projets évoqués
- Parc naturel régional du pays d'Auge (Calvados)[50].
- extension du Parc naturel régional de l'Avesnois à la Thiérache (Aisne)[51].
- Parc naturel régional des Bastides, gorges de l'Aveyron, Grésigne (Tarn et Tarn-et-Garonne)[52].
- Parc naturel régional de la Beauce (Essonne)[53].
- Parc naturel régional du Beaujolais (Rhône)
- Parc naturel régional du Bocage Gâtinais (Seine-et-Marne, Loiret, Yonne)
- Parc naturel régional du Pays de Bray (Oise et Seine-Maritime)[54].
- Parc naturel régional de la Petite Camargue Gardoise (Gard)
- Parc naturel régional Haut-Cher - Combrailles (Allier, Creuse et Puy-de-Dôme)
- Parc naturel régional de l'Estérel (Var). Il s'agit aujourd'hui d'un parc départemental dans les Alpes-Maritimes, situé à proximité du parc maritime départemental Estérel-Théoule.
- Parc naturel régional de l'Estuaire de la Loire et du Lac de Grand-Lieu (Loire-Atlantique)
- Parc naturel régional de l'île de Ré (Charente-Maritime)
- Parc naturel régional des Monts d'Ambazac (Creuse, Haute-Vienne)[55],[56].
- Parc naturel régional des Monts de la Madeleine (Loire et Allier)[57].
- Parc naturel régional de Sologne (Loir-et-Cher, Cher et Loiret)
- Parc naturel régional du Val de Loire Nivernais - Berry (Cher et Nièvre)[58].

#### Projets suspendus ou abandonnés
- Parc naturel régional de Belledonne (Isère)[59],[60].
- Parc naturel régional des Boucles de la Marne et de l'Ourcq (Aisne, Marne, Seine-et-Marne)
- Parc naturel régional des boucles du Rhône (Isère, Ain et Savoie) depuis 2003.
- Parc naturel régional de la forêt de Bouconne (Haute-Garonne)
- Parc naturel régional de la Dombes (Ain)[61].
- Parc naturel régional des sources et gorges du Haut-Allier (Lozère et Haute-Loire)[62],[63].
- Parc naturel régional des Monts des Flandres-Val de Lys (Nord)
- Parc naturel régional des Monts d'Or (Rhône)
- Parc naturel régional des Pays Forts Val de Loire (Cher, Indre)
- Parc naturel régional du plateau de Langres (Haute-Marne)[64].
- Parc naturel régional des sources de la Saône et de la Meuse (Vosges, Haute-Marne et Haute-Saône)[65].

## Nombre de parcs naturels par région
| Région(s)                  | P.N.R.         | P.N.           | P.N.M.         |
| -------------------------- | -------------- | -------------- | -------------- |
| Auvergne-Rhône-Alpes       | 10             | 3              | 0              |
| Bourgogne-Franche-Comté    | 4              | 1              | 0              |
| Bretagne                   | 3              | 0              | 1              |
| Centre-Val de Loire        | 3              | 0              | 0              |
| Corse                      | 1              | 0              | 1              |
| Grand Est                  | 6              | 1              | 0              |
| Guadeloupe                 | 0              | 1              | 0              |
| Guyane                     | 1              | 1              | 0              |
| Hauts-de-France            | 5              | 0              | 1              |
| Île-de-France              | 4              | 0              | 0              |
| Martinique                 | 1              | 0              | 0              |
| Mayotte                    | 0              | 0              | 1              |
| Normandie                  | 4              | 0              | 0              |
| Nouvelle-Aquitaine         | 5              | 1              | 2              |
| Nouvelle-Calédonie         | 1 parc naturel | 1 parc naturel | 1 parc naturel |
| Occitanie                  | 8              | 2              | 1              |
| Pays de la Loire           | 4              | 0              | 0              |
| Provence-Alpes-Côte d'Azur | 10             | 4              | 2              |
| La Réunion                 | 0              | 1              | 0              |